# Grand Prix Formule 1 van België 1967
De Grand Prix Formule 1 van België 1967 werd gehouden op 18 juni op het circuit van Spa-Francorchamps in Stavelot. Het was de vierde race van het seizoen.

## Uitslag
| Pos. | Nr. | Coureur             | Constructeur    | Rondes | Tijd / Oorzaak uitval | Grid | Punten |
| ---- | --- | ------------------- | --------------- | ------ | --------------------- | ---- | ------ |
| 1    | 36  | Dan Gurney          | Eagle-Weslake   | 28     | 1:40:49.4             | 2    | 9      |
| 2    | 14  | Jackie Stewart      | BRM             | 28     | + 1:03.0              | 6    | 6      |
| 3    | 1   | Chris Amon          | Ferrari         | 28     | + 1:40.0              | 5    | 4      |
| 4    | 29  | Jochen Rindt        | Cooper-Maserati | 28     | + 2:13.9              | 4    | 3      |
| 5    | 12  | Mike Spence         | BRM             | 27     | + 1 Ronde             | 11   | 2      |
| 6    | 21  | Jim Clark           | Lotus-Ford      | 27     | + 1 Ronde             | 1    | 1      |
| 7    | 34  | Jo Siffert          | Cooper-Maserati | 27     | + 1 Ronde             | 16   |        |
| 8    | 19  | Bob Anderson        | Brabham-Climax  | 26     | + 2 Rondes            | 17   |        |
| 9    | 14  | Pedro Rodriguez     | Cooper-Maserati | 25     | Motor                 | 13   |        |
| 10   | 32  | Guy Ligier          | Cooper-Maserati | 25     | + 3 Rondes            | 18   |        |
| NC   | 2   | Ludovico Scarfiotti | Ferrari         | 24     | Niet geklasseerd      | 9    |        |
| DNF  | 25  | Jack Brabham        | Brabham-Repco   | 15     | Motor                 | 7    |        |
| DNF  | 26  | Denny Hulme         | Brabham-Repco   | 14     | Motor                 | 14   |        |
| DNF  | 39  | Jo Bonnier          | Cooper-Maserati | 10     | Motor                 | 12   |        |
| DNF  | 22  | Graham Hill         | Lotus-Ford      | 3      | Koppeling             | 3    |        |
| DNF  | 7   | John Surtees        | Honda           | 1      | Motor                 | 10   |        |
| DNF  | 17  | Chris Irwin         | BRM             | 1      | Motor                 | 15   |        |
| DNF  | 3   | Mike Parkes         | Ferrari         | 0      | Ongeluk               | 8    |        |

## Statistieken
| Pole-position | Jim Clark  | Lotus-Ford    | 3:28.1 |
| Snelste ronde | Dan Gurney | Eagle-Weslake | 3:31.9 |

## Noot
- Dit was de vijfde snelste ronde voor Dan Gurney.

1925 · 1930 · 1931 · 1933 · 1934 · 1935 · 1937 · 1939 · 1947 · 1949 · 1950 · 1951 · 1952 · 1953 · 1954 · 1955 · 1956 · 1958 · 1960 · 1961 · 1962 · 1963 · 1964 · 1965 · 1966 · 1967 · 1968 · 1970 · 1972 · 1973 · 1974 · 1975 · 1976 · 1977 · 1978 · 1979 · 1980 · 1981 · 1982 · 1983 · 1984 · 1985 · 1986 · 1987 · 1988 · 1989 · 1990 · 1991 · 1992 · 1993 · 1994 · 1995 · 1996 · 1997 · 1998 · 1999 · 2000 · 2001 · 2002 · 2004 · 2005 · 2007 · 2008 · 2009 · 2010 · 2011 · 2012 · 2013 · 2014 · 2015 · 2016 · 2017 · 2018 · 2019 · 2020 · 2021 · 2022 · 2023 · 2024 · 2025 · 2026 · 2027 · 2029 · 2031